# Saint-Lubin-en-Vergonnois
Pour l’article homonyme, voir Saint-Lubin.
Saint-Lubin-en-Vergonnois est une commune française située dans le département de Loir-et-Cher, en région Centre-Val de Loire.
Localisée au centre-ouest du département, la commune fait partie de la petite région agricole « la Gâtine tourangelle », constituée de plateaux séparés par des vallées souvent étroites. Elle est drainée par la Cisse et par divers petits cours d'eau.
L'occupation des sols est marquée par l'importance des espaces agricoles et naturels qui occupent la quasi-totalité du territoire communal. Un espace naturel d'intérêt est présent sur la commune : un site natura 2000. En 2010, l'orientation technico-économique de l'agriculture sur la commune est la culture des céréales et des oléoprotéagineux. À l'instar du département qui a vu disparaître le quart de ses exploitations en dix ans, le nombre d'exploitations agricoles a fortement diminué, passant de 16 en 1988, à 10 en 2000, puis à 9 en 2010.

## Géographie

### Localisation et communes limitrophes
La commune de Saint-Lubin-en-Vergonnois se trouve au centre-ouest du département de Loir-et-Cher, dans la petite région agricole de la Gâtine tourangelle,. À vol d'oiseau, elle se situe à 7,2 km de Blois, préfecture du département et à 13,4 km de Veuzain-sur-Loire, chef-lieu du canton d'Onzain dont dépend la commune depuis 2015. La commune fait en outre partie du bassin de vie de Blois.
Les communes les plus proches sont : Saint-Sulpice-de-Pommeray (2,2 km) , Orchaise (3,8 km) , Saint-Bohaire (4,1 km) , Fossé (4,2 km) , Molineuf (4,3 km) , Chambon-sur-Cisse (5,8 km) , Landes-le-Gaulois (6,1 km) , Villebarou (6,4 km) et Marolles (6,4 km).

### Paysages et relief
Dans le cadre de la Convention européenne du paysage, adoptée le 20 octobre 2000 et entrée en vigueur en France le 1er juillet 2006, un atlas des paysages de Loir-et-Cher a été élaboré en 2010 par le CAUE de Loir-et-Cher, en collaboration avec la DIREN Centre (devenue DREAL en 2011), partenaire financier. Les paysages du département s'organisent ainsi en huit grands ensembles et 25 unités de paysage,. La commune fait partie de l'unité de paysage de « la Gâtine Tourangelle », au sein de l'ensemble des « confins de la Touraine ».
La Gâtine tourangelle se présente comme un plateau agricole aux paysages ouverts marqués par de grands massifs boisés et des boqueteaux épars et de tailles variées. Sur ces terres à la fois lourdes et plus caillouteuses qu'en Beauce, l'agriculture laisse par endroits la place à des bois qui occupent les moins bonnes terres. Globalement aplani, le relief s'anime par endroits de légères ondulations en rebord de la vallée de la Cisse, de la Loire, ou de la Brenne. Ces trois vallées drainent les eaux de surface du plateau à travers des micro-vallons qui se creusent petit à petit en atteignant la couche calcaire sous-jacente. Ces entailles dans le plateau constituent des paysages particuliers, plus verdoyants et intimistes, bornés par les coteaux boisés.
L'altitude du territoire communal varie de 80 mètres à 132 mètres,.

### Hydrographie

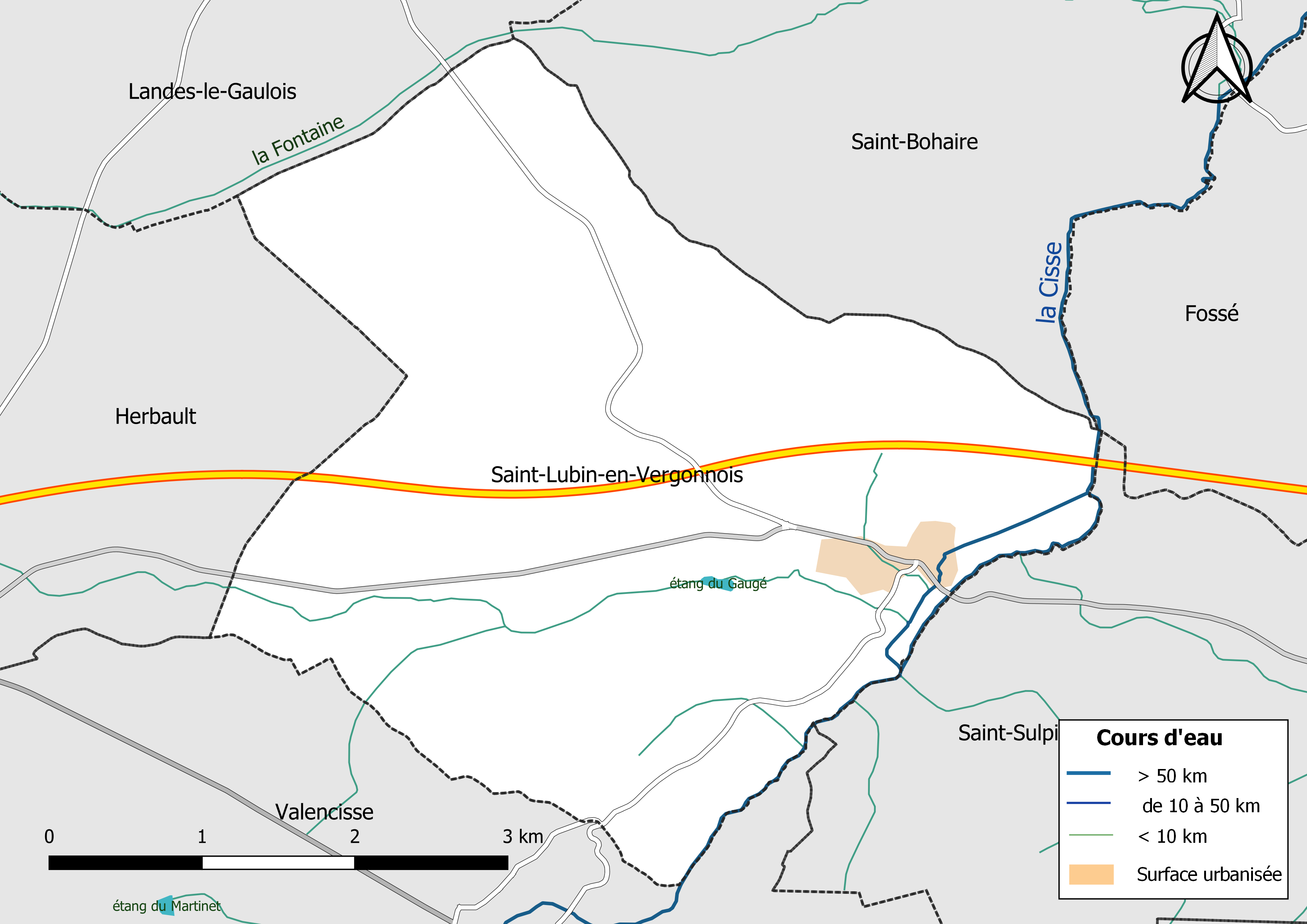
Réseau hydrographique de Saint-Lubin-en-Vergonnois.

La commune est drainée par la Cisse (3,899 km) et par divers petits cours d'eau, constituant un réseau hydrographique de 14,34 km de longueur totale.
La Cisse traverse la commune du nord-est vers le sud-ouest. D'une longueur totale de 87,7 km, elle prend sa source dans la commune de Rhodon et se jette dans la Loire à Rochecorbon (37), après avoir traversé 23 communes.
Sur le plan piscicole, ce cours d'eau est classé en première catégorie, où le peuplement piscicole dominant est constitué de salmonidés (truite, omble chevalier, ombre commun, huchon).

### Climat
Pour des articles plus généraux, voir Climat du Centre-Val de Loire et Climat de Loir-et-Cher.
En 2010, le climat de la commune est de type climat océanique dégradé des plaines du Centre et du Nord, selon une étude du CNRS s'appuyant sur une série de données couvrant la période 1971-2000. En 2020, Météo-France publie une typologie des climats de la France métropolitaine dans laquelle la commune est exposée à un climat océanique altéré et est dans la région climatique Moyenne vallée de la Loire, caractérisée par une bonne insolation (1 850 h/an) et un été peu pluvieux.
Pour la période 1971-2000, la température annuelle moyenne est de 10,8 °C, avec une amplitude thermique annuelle de 15 °C. Le cumul annuel moyen de précipitations est de 674 mm, avec 11,2 jours de précipitations en janvier et 7,2 jours en juillet. Pour la période 1991-2020, la température moyenne annuelle observée sur la station météorologique de Météo-France la plus proche, « Blois », sur la commune de Villefrancœur à 9 km à vol d'oiseau, est de 11,8 °C et le cumul annuel moyen de précipitations est de 641,4 mm,. Pour l'avenir, les paramètres climatiques de la commune estimés pour 2050 selon différents scénarios d'émission de gaz à effet de serre sont consultables sur un site dédié publié par Météo-France en novembre 2022.

### Milieux naturels et biodiversité

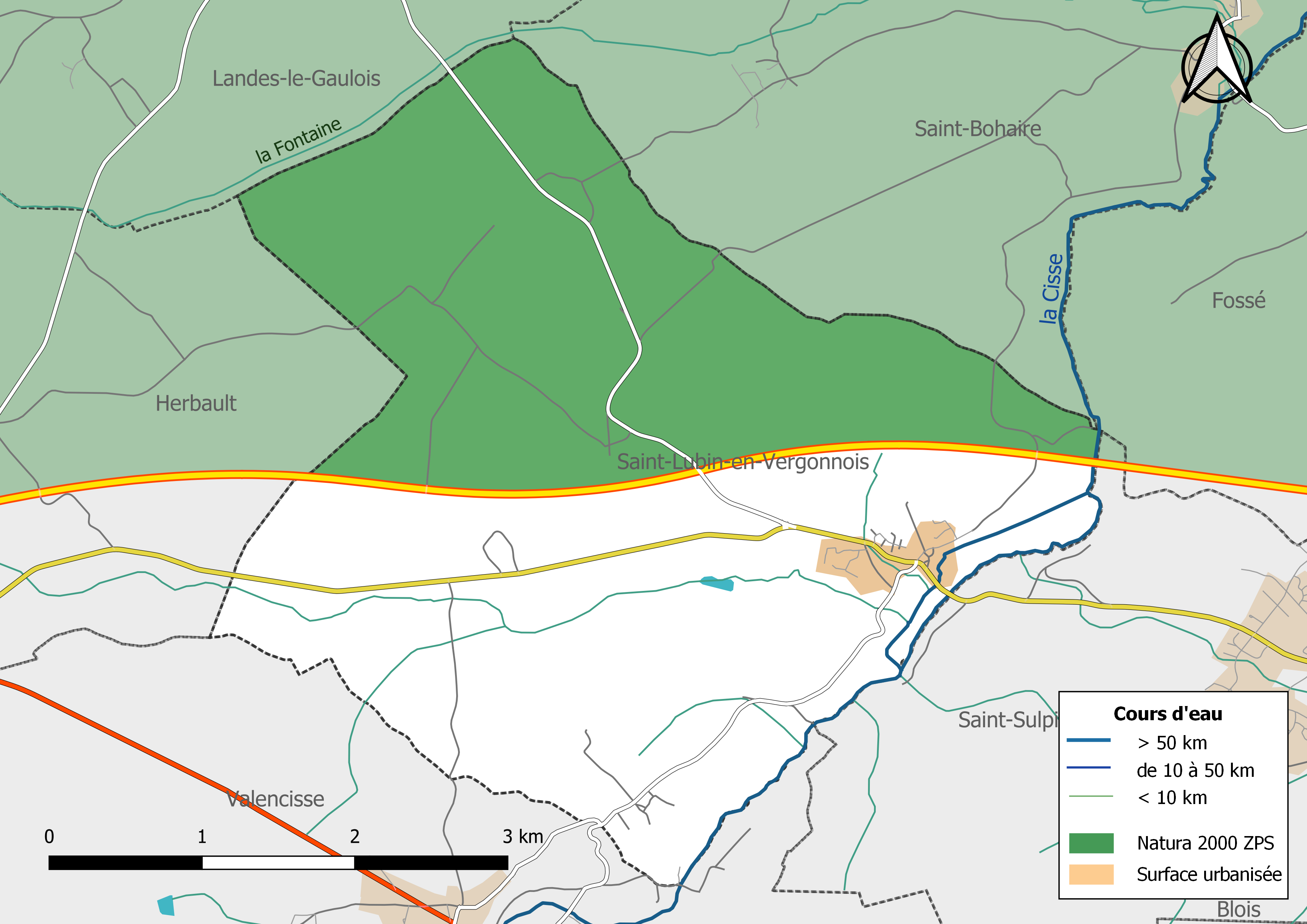
Une partie du territoire communal est incluse dans le site Natura 2000 la « Petite Beauce ».

Le réseau Natura 2000 est un réseau écologique européen de sites naturels d'intérêt écologique élaboré à partir des Directives « Habitats » et « Oiseaux ». Ce réseau est constitué de Zones spéciales de conservation (ZSC) et de Zones de protection spéciale (ZPS). Dans les zones de ce réseau, les États membres s'engagent à maintenir dans un état de conservation favorable les types d'habitats et d'espèces concernés, par le biais de mesures réglementaires, administratives ou contractuelles. L'objectif est de promouvoir une gestion adaptée des habitats tout en tenant compte des exigences économiques, sociales et culturelles, ainsi que des particularités régionales et locales de chaque État membre. Les activités humaines ne sont pas interdites, dès lors que celles-ci ne remettent pas en cause significativement l'état de conservation favorable des habitats et des espèces concernés. Une partie du territoire communal est incluse dans le site Natura 2000 : la « Petite Beauce », d'une superficie de 52 565 ha.

## Urbanisme

### Typologie
Au 1er janvier 2024, Saint-Lubin-en-Vergonnois est catégorisée commune rurale à habitat dispersé, selon la nouvelle grille communale de densité à sept niveaux définie par l'Insee en 2022.
Elle est située hors unité urbaine. Par ailleurs la commune fait partie de l'aire d'attraction de Blois, dont elle est une commune de la couronne,. Cette aire, qui regroupe 78 communes, est catégorisée dans les aires de 50 000 à moins de 200 000 habitants,.

### Occupation des sols
Selon l'Insee, Saint-Lubin-en-Vergonnois est une commune rurale, car elle n'appartient à aucune unité urbaine,,.
L'occupation des sols est marquée par l'importance des espaces agricoles et naturels (98,4 %). La répartition détaillée ressortant en 2012 de la base de données européenne d'occupation biophysique des sols Corine Land Cover est la suivante :

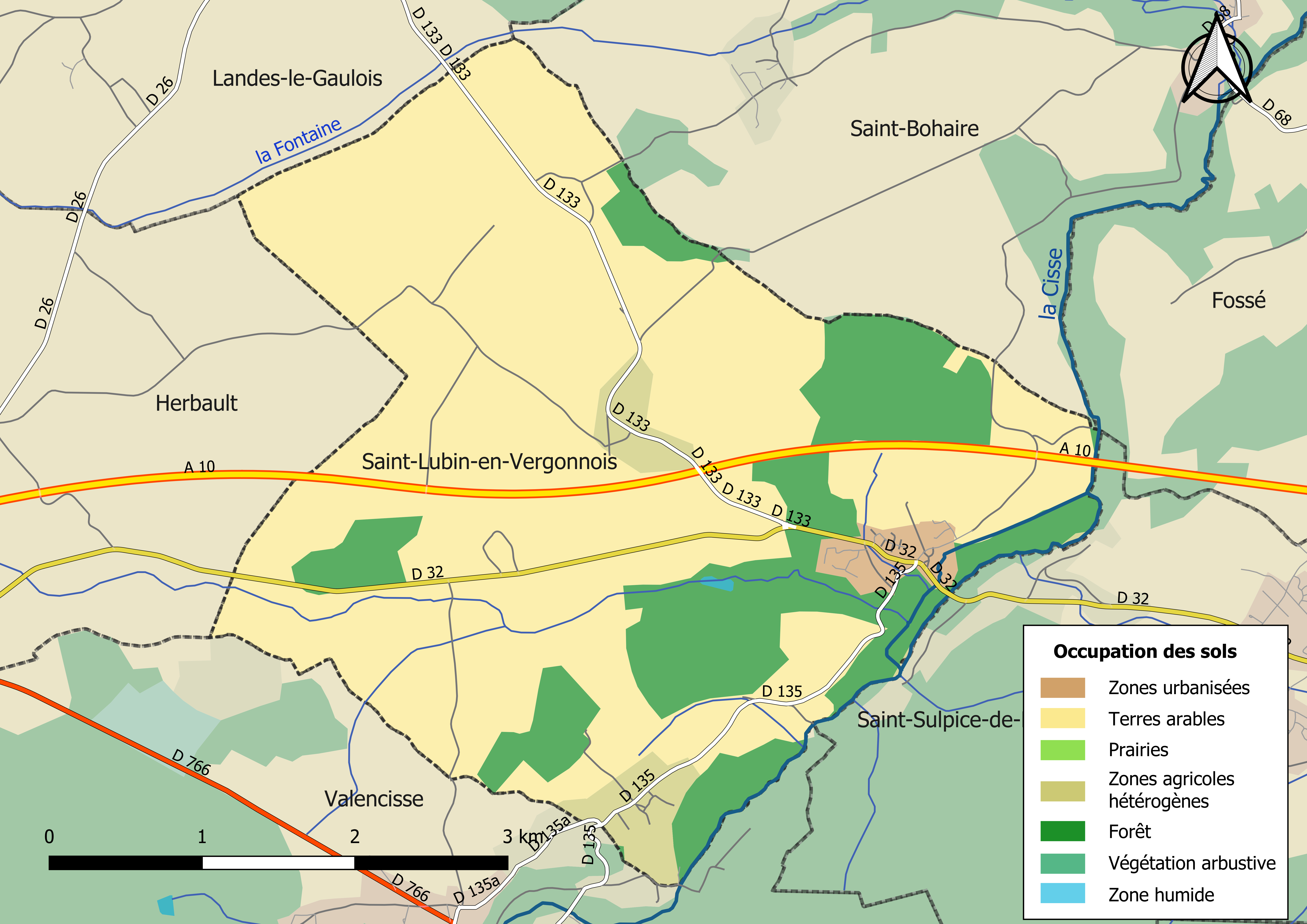
Carte des infrastructures et de l'occupation des sols de la commune en 2018 (CLC).

- terres arables (73 %),
- zones agricoles hétérogènes (4 %),
- forêts (21,3 %),
- zones urbanisées (1,6 %)[13].

Le territoire présente un caractère rural marqué et identitaire : la pierre et la brique agrémentent le bâti agricole et lui confèrent une identité architecturale forte. À l'échelle de l'unité géographique Herbault, qui regroupe huit communes, dont Saint-Lubin-en-Vergonnois, la consommation d'espaces agricoles et naturels entre 2002 et 2015 pour répondre aux besoins de développement a été relativement faible, 81,5 % des aménagements (logements, équipements, entreprises) ont été réalisés sur de nouveaux terrains, soit 36,2 hectares.

### Planification
La loi SRU du 13 décembre 2000 a incité fortement les communes à se regrouper au sein d'un établissement public, pour déterminer les partis d'aménagement de l'espace au sein d'un SCoT, un document essentiel d'orientation stratégique des politiques publiques à une grande échelle. La commune est dans le territoire du SCOT du Blésois, approuvé en 2006 et révisé en juillet 2016.
En matière de planification, la commune disposait en 2017 d'un plan local d'urbanisme en révision. Par ailleurs, à la suite de la loi ALUR (loi pour l'accès au logement et un urbanisme rénové) de mars 2014, un plan local d'urbanisme intercommunal couvrant le territoire de la communauté d'agglomération de Blois « Agglopolys » a été prescrit le 3 décembre 2015.

### Habitat et logement
Le tableau ci-dessous présente la typologie des logements à Saint-Lubin-en-Vergonnois en 2016 en comparaison avec celle du Loir-et-Cher et de la France entière. Une caractéristique marquante du parc de logements est ainsi la faible proportion des résidences secondaires et logements occasionnels (2,7 %) par rapport au département (18 %) et à la France entière (9,6 %). Concernant le statut d'occupation de ces logements, 90,7 % des habitants de la commune sont propriétaires de leur logement (88,1 % en 2011), contre 68,1 % pour le Loir-et-Cher et 57,6 pour la France entière.
|                                                         | Saint-Lubin-en-Vergonnois | Loir-et-Cher | France entière |
| ------------------------------------------------------- | ------------------------- | ------------ | -------------- |
| Résidences principales (en %)                           | 90,9                      | 74,5         | 82,3           |
| Résidences secondaires et logements occasionnels (en %) | 2,7                       | 18           | 9,6            |
| Logements vacants (en %)                                | 6,4                       | 7,5          | 8,1            |

### Risques majeurs
Le territoire communal de Saint-Lubin-en-Vergonnois est vulnérable à différents aléas naturels : inondations (par débordement de la Cisse), climatiques (hiver exceptionnel ou canicule), mouvements de terrains ou sismique (sismicité très faible).
Il est également exposé à un risque technologique : le transport de matières dangereuses,.

#### Risques naturels

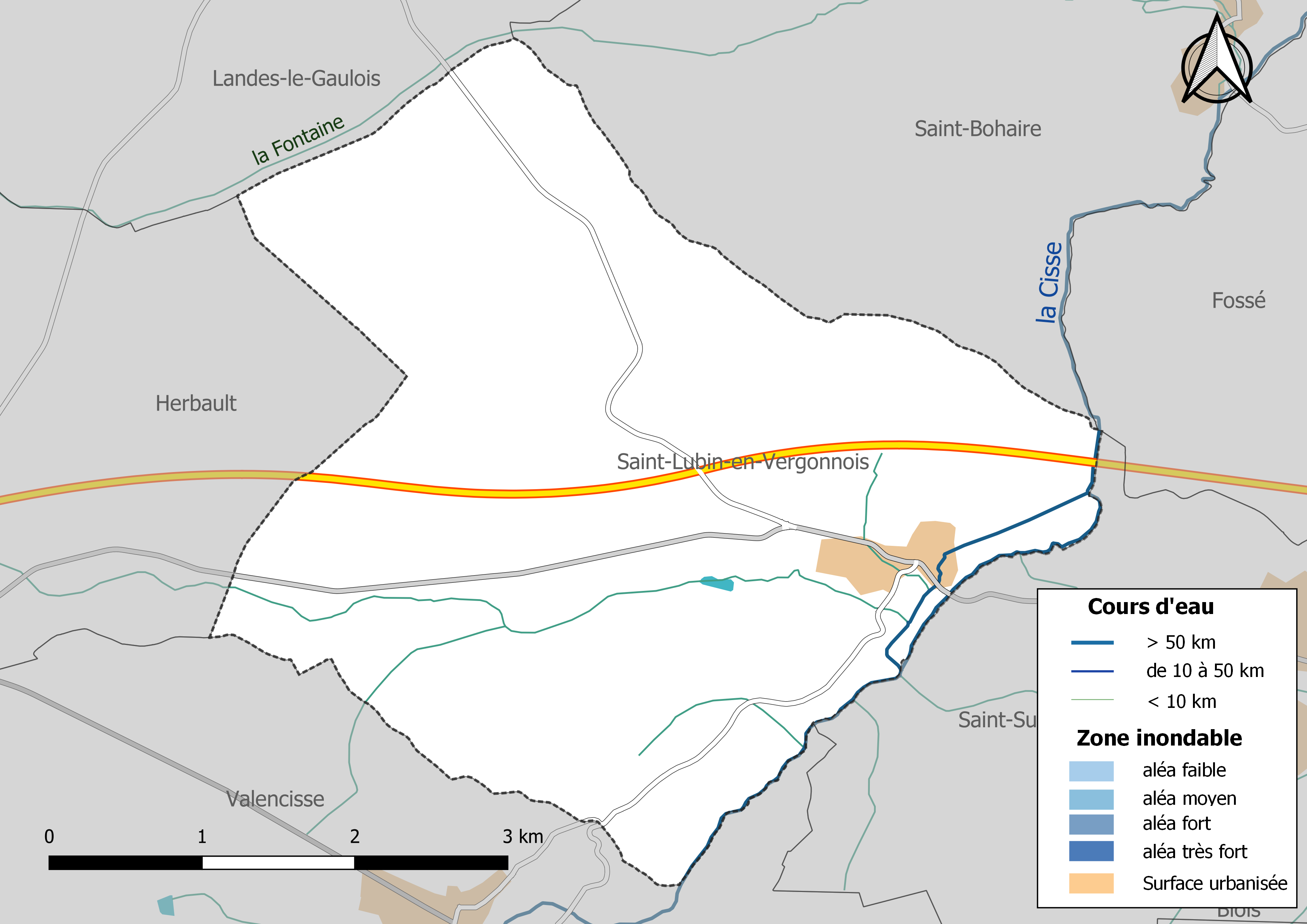
Zones inondables de la commune de Saint-Lubin-en-Vergonnois.

Les mouvements de terrains susceptibles de se produire sur la commune sont liés au retrait-gonflement des argiles. Le phénomène de retrait-gonflement des argiles est la conséquence d'un changement d'humidité des sols argileux. Les argiles sont capables de fixer l'eau disponible mais aussi de la perdre en se rétractant en cas de sécheresse. Ce phénomène peut provoquer des dégâts très importants sur les constructions (fissures, déformations des ouvertures) pouvant rendre inhabitables certains locaux. La carte de zonage de cet aléa peut être consultée sur le site de l'observatoire national des risques naturels Georisques.
La dernière crue de la Cisse remonte, selon mémoire, à 2001. Toutefois des crues historiques de 1900 et 1960 ont été signalées.

#### Risques technologiques
Le risque de transport de marchandises dangereuses sur la commune est lié à sa traversée par une route à fort trafic et une canalisation de transport de gaz. Un accident se produisant sur de telles infrastructures est en effet susceptible d'avoir des effets graves au bâti ou aux personnes jusqu'à 350 m, selon la nature du matériau transporté. Des dispositions d'urbanisme peuvent être préconisées en conséquence.

## Toponymie
Le nom de la commune fait référence au Saint Lubin (en latin Leobinus), évêque de Chartres au VIe siècle. Le village est ainsi mentionné comme Sanctus Leobinus en 903, du nom de son église paroissiale.
Sous la Révolution, la volonté de déchristianiser la société française requiert un changement du toponyme : par délibération du conseil général de la commune, et en application du décret du 25 vendémiaire an II (16 octobre 1793), Saint-Lubin devient ainsi simplement Lubin.
La commune reprit son nom traditionnel à la Restauration, en 1814. Ce n'est qu'en 2002 que la commune adopta, pour se différencier des 4 communes homonymes, le nom unique de Saint-Lubin-en-Vergonnois, en vertu du décret du 10 avril de la même année.

## Histoire

### Révolution française et Empire

#### Nouvelle organisation territoriale
Le décret de l'Assemblée nationale du 12 novembre 1789 décrète qu'« il y aura une municipalité dans chaque ville, bourg, paroisse ou communauté de campagne », mais ce n'est qu'avec le décret de la Convention nationale du 10 brumaire an II (31 octobre 1793) que la paroisse de Saint-Lubin-en-Vergonnois devient formellement « commune de Saint-Lubin-en-Vergonnois »,.
En 1790, dans le cadre de la création des départements, la municipalité est rattachée au canton de Marolles et au district de Blois. Les cantons sont supprimés, en tant que découpage administratif, par une loi du 26 juin 1793, et ne conservent qu'un rôle électoral, permettant l'élection des électeurs du second degré chargés de désigner les députés,. La Constitution du 5 fructidor an III, appliquée à partir de vendémiaire an IV (1795) supprime les districts, considérés comme des rouages administratifs liés à la Terreur, mais maintient les cantons qui acquièrent dès lors plus d'importance en retrouvant une fonction administrative. Enfin, sous le Consulat, un redécoupage territorial visant à réduire le nombre de justices de paix ramène le nombre de cantons en Loir-et-Cher de 33 à 24. Saint-Lubin-en-Vergonnois est alors rattachée au canton de Blois-Est et à l'Arrondissement de Blois par arrêté du 5 vendémiaire an X (26 septembre 1801),,. Cette organisation va rester inchangée pendant près de 150 ans.

## Politique et administration

### Découpage territorial
La commune de Saint-Lubin-en-Vergonnois est membre de la communauté d'agglomération de Blois « Agglopolys », un établissement public de coopération intercommunale (EPCI) à fiscalité propre créé le 1er janvier 2012.
Elle est rattachée sur le plan administratif à l'arrondissement de Blois, au département de Loir-et-Cher et à la région Centre-Val de Loire, en tant que circonscriptions administratives. Sur le plan électoral, elle est rattachée au canton d'Onzain depuis 2015 pour l'élection des conseillers départementaux et à la première circonscription de Loir-et-Cher pour les élections législatives.

### Politique et administration municipale

#### Conseil municipal et maire
Le conseil municipal de Saint-Lubin-en-Vergonnois, commune de moins de 1 000 habitants, est élu au scrutin majoritaire plurinominal avec listes ouvertes et panachage. Compte tenu de la population communale, le nombre de sièges au conseil municipal est de 15. Le maire, à la fois agent de l'État et exécutif de la commune en tant que collectivité territoriale, est élu par le conseil municipal au scrutin secret lors de la première réunion du conseil suivant les élections municipales, pour un mandat de six ans, c'est-à-dire pour la durée du mandat du conseil.
| Période                                  | Période  | Identité                     | Étiquette | Qualité                    |
| ---------------------------------------- | -------- | ---------------------------- | --------- | -------------------------- |
|                                          | 1815     | Charles Devezeau             |           | Maire                      |
| 1815                                     | 1819     | Jean Gaudineau               |           | Maire                      |
| 1819                                     | 1826     | André Monnereau              |           | Maire                      |
| 1826                                     | 1830     | Charles Devezeau de Rancogne |           | Maire                      |
| 1830                                     | 1848     | Jacques Jean Lemaire         |           | Maire                      |
| 1848                                     | 1870     | Etienne Leroux               |           | Maire                      |
| 1870                                     | 1871     | Michel Lambert               |           | Maire                      |
| 1871                                     | 1878     | Jacqus Briais                |           | Maire                      |
| 1878                                     | 1884     | Charles Tardiveau            |           | Maire                      |
| 1884                                     | 1896     | Jean Deschamps               |           | Maire                      |
| 1896                                     | 1904     | Louis Pigoreau               |           | Maire                      |
| 1904                                     | 1919     | Armand Deschamps             |           | Maire                      |
| 1919                                     | 1926     | Armand Boussy                |           | Maire                      |
| 1926                                     | 1929     | Joseph Parent du Chatelet    |           | Maire                      |
| 1929                                     | 1929     | Armand Boussy                |           | Maire                      |
| 1929                                     | 1935     | Charles Ferme                |           | Maire                      |
| 1935                                     | 1944     | Joseph Parent du Chatelet    |           | Maire                      |
| 1944                                     | 1945     | Alfred Houssard              |           | Maire                      |
| 1945                                     | 1953     | François Boucard             |           | Maire                      |
| 1953                                     | 1967     | Laurent Jalles               |           | Maire                      |
| 1967                                     | 1977     | Gaston Dunou                 |           | Maire                      |
| 1977                                     | 1983     | Roger Cosson                 |           | Maire                      |
| 1983                                     | 1989     | Jacques Michaux              |           | Maire                      |
| 1989                                     | 1991     | Michel Traisnel              |           | Maire                      |
| mars 2014                                | mai 2020 | Didier Pigoreau              |           | Retraité de l'enseignement |
| mai 2020                                 | En cours | Henry Boussiquot,            |           | Profession libérale        |
| Les données manquantes sont à compléter. |          |                              |           |                            |

## Équipements et services

### Eau et assainissement
L'organisation de la distribution de l'eau potable, de la collecte et du traitement des eaux usées et pluviales relève des communes. La compétence eau et assainissement des communes est un service public industriel et commercial (SPIC).

#### Alimentation en eau potable
Le service d'eau potable comporte trois grandes étapes : le captage, la potabilisation et la distribution d'une eau potable conforme aux normes de qualité fixées pour protéger la santé humaine. En 2019, la commune est membre du syndicat intercommunal d'adduction d'eau potable de Saint-Lubin-en-Vergonnois qui assure le service en le délégant à une entreprise privée, Saur.

#### Assainissement des eaux usées
En 2019, la gestion du service d'assainissement collectif de la commune de Saint-Lubin-en-Vergonnois est assurée par la communauté d'agglomération Agglopolys qui a le statut de régie à autonomie financière.
Une station de traitement des eaux usées est en service au 1er janvier 2019 sur le territoire communal :
« Les Prés du Déser », un équipement utilisant la technique du lagunage naturel, avec prétraitement, dont la capacité est de 450 EH , mis en service le 1er janvier 1983.
L'assainissement non collectif (ANC) désigne les installations individuelles de traitement des eaux domestiques qui ne sont pas desservies par un réseau public de collecte des eaux usées et qui doivent en conséquence traiter elles-mêmes leurs eaux usées avant de les rejeter dans le milieu naturel. La communauté d'agglomération de Blois « Agglopolys » assure pour le compte de la commune le service public d'assainissement non collectif (SPANC), qui a pour mission de vérifier la bonne exécution des travaux de réalisation et de réhabilitation, ainsi que le bon fonctionnement et l'entretien des installations.

### Sécurité, justice et secours
La sécurité de la commune est assurée par la brigade de gendarmerie d'Herbault qui dépend du groupement de gendarmerie départementale de Loir-et-Cher installé à Blois.
En matière de justice, Saint-Lubin-en-Vergonnois relève du conseil de prud'hommes de Blois, de la Cour d'appel d'Orléans (juridiction de Blois), de la Cour d'Assises de Loir-et-Cher, du tribunal administratif de Blois, du tribunal de commerce de Blois et du tribunal judiciaire de Blois.

## Population et société

### Démographie

#### Évolution démographique
L'évolution du nombre d'habitants est connue à travers les recensements de la population effectués dans la commune depuis 1793. Pour les communes de moins de 10 000 habitants, une enquête de recensement portant sur toute la population est réalisée tous les cinq ans, les populations de référence des années intermédiaires étant quant à elles estimées par interpolation ou extrapolation. Pour la commune, le premier recensement exhaustif entrant dans le cadre du nouveau dispositif a été réalisé en 2008.

En 2022, la commune comptait 776 habitants, en évolution de +7,93 % par rapport à 2016 (Loir-et-Cher : −1,15 %, France hors Mayotte : +2,11 %).
| 1793 | 1800 | 1806 | 1821 | 1831 | 1836 | 1841 | 1846 | 1851 |
| ---- | ---- | ---- | ---- | ---- | ---- | ---- | ---- | ---- |
| 446  | 417  | 421  | 399  | 434  | 458  | 456  | 492  | 548  |

| 1856 | 1861 | 1866 | 1872 | 1876 | 1881 | 1886 | 1891 | 1896 |
| ---- | ---- | ---- | ---- | ---- | ---- | ---- | ---- | ---- |
| 614  | 586  | 549  | 553  | 568  | 533  | 527  | 564  | 539  |

| 1901 | 1906 | 1911 | 1921 | 1926 | 1931 | 1936 | 1946 | 1954 |
| ---- | ---- | ---- | ---- | ---- | ---- | ---- | ---- | ---- |
| 539  | 518  | 529  | 464  | 469  | 468  | 528  | 509  | 449  |

| 1962 | 1968 | 1975 | 1982 | 1990 | 1999 | 2006 | 2008 | 2013 |
| ---- | ---- | ---- | ---- | ---- | ---- | ---- | ---- | ---- |
| 472  | 450  | 518  | 515  | 804  | 743  | 698  | 685  | 713  |

| 2018 | 2022 | - | - | - | - | - | - | - |
| ---- | ---- | - | - | - | - | - | - | - |
| 718  | 776  | - | - | - | - | - | - | - |

#### Pyramide des âges
La population de la commune est relativement jeune.
En 2018, le taux de personnes d'un âge inférieur à 30 ans s'élève à 29,5 %, soit en dessous de la moyenne départementale (31,3 %). À l'inverse, le taux de personnes d'âge supérieur à 60 ans est de 27,4 % la même année, alors qu'il est de 31,6 % au niveau départemental.
En 2018, la commune comptait 358 hommes pour 360 femmes, soit un taux de 50,14 % de femmes, légèrement inférieur au taux départemental (51,45 %).
Les pyramides des âges de la commune et du département s'établissent comme suit.
| Hommes | Classe d’âge | Femmes |
| ------ | ------------ | ------ |
| 0,8    | 90 ou +      | 0,3    |
| 5,9    | 75-89 ans    | 7,2    |
| 20,7   | 60-74 ans    | 20,0   |
| 22,9   | 45-59 ans    | 26,4   |
| 17,6   | 30-44 ans    | 19,2   |
| 11,5   | 15-29 ans    | 12,2   |
| 20,7   | 0-14 ans     | 14,7   |

| Hommes | Classe d’âge | Femmes |
| ------ | ------------ | ------ |
| 1,1    | 90 ou +      | 2,6    |
| 9,2    | 75-89 ans    | 11,9   |
| 19,7   | 60-74 ans    | 20,4   |
| 20,7   | 45-59 ans    | 20     |
| 16,5   | 30-44 ans    | 16,2   |
| 15,2   | 15-29 ans    | 13,2   |
| 17,6   | 0-14 ans     | 15,7   |

## Économie

### Secteurs d'activité
Le tableau ci-dessous détaille le nombre d'entreprises implantées à Saint-Lubin-en-Vergonnois selon leur secteur d'activité et le nombre de leurs salariés :
|                                                              | total | % com (% dep) | 0 salarié | 1 à 9 salarié(s) | 10 à 19 salariés | 20 à 49 salariés | 50 salariés ou plus |
| ------------------------------------------------------------ | ----- | ------------- | --------- | ---------------- | ---------------- | ---------------- | ------------------- |
| Ensemble                                                     | 39    | 100,0 (100)   | 32        | 7                | 0                | 0                | 0                   |
| Agriculture, sylviculture et pêche                           | 10    | 25,6 (11,8)   | 9         | 1                | 0                | 0                | 0                   |
| Industrie                                                    | 5     | 12,8 (6,5)    | 4         | 1                | 0                | 0                | 0                   |
| Construction                                                 | 4     | 10,3 (10,3)   | 3         | 1                | 0                | 0                | 0                   |
| Commerce, transports, services divers                        | 16    | 41,0 (57,9)   | 15        | 1                | 0                | 0                | 0                   |
| dont commerce et réparation automobile                       | 5     | 12,8 (17,5)   | 5         | 0                | 0                | 0                | 0                   |
| Administration publique, enseignement, santé, action sociale | 4     | 10,3 (13,5)   | 1         | 3                | 0                | 0                | 0                   |
| Champ : ensemble des activités.                              |       |               |           |                  |                  |                  |                     |

Le secteur du commerce, transports et services divers est prépondérant sur la commune (16 entreprises sur 39) néanmoins le secteur agricole reste important puisqu'en proportions (25,6 %), il est plus important qu'au niveau départemental (11,8 %).
Sur les 39 entreprises implantées à Saint-Lubin-en-Vergonnois en 2016, 32 ne font appel à aucun salarié et 7 comptent 1 à 9 salariés.

### Agriculture
En 2010, l'orientation technico-économique de l'agriculture sur la commune est la culture de céréales et d'oléoprotéagineux (COP). Le département a perdu près d'un quart de ses exploitations en 10 ans, entre 2000 et 2010 (c'est le département de la région Centre-Val de Loire qui en compte le moins). Cette tendance se retrouve également au niveau de la commune où le nombre d'exploitations est passé de 25 en 1988 à 10 en 2000 puis à 9 en 2010. Parallèlement, la taille de ces exploitations augmente, passant de 48 ha en 1988 à 86 ha en 2010.
Le tableau ci-dessous présente les principales caractéristiques des exploitations agricoles de Saint-Lubin-en-Vergonnois, observées sur une période de 22 ans :
|                                      | 1988                 | 2000                 | 2010                 |
| Dimension économique                 | Dimension économique | Dimension économique | Dimension économique |
| ------------------------------------ | -------------------- | -------------------- | -------------------- |
| Nombre d'exploitations (u)           | 25                   | 10                   | 9                    |
| Travail (UTA)                        | 31                   | 12                   | 9                    |
| Surface agricole utilisée (ha)       | 1 204                | 1 009                | 773                  |
| Cultures                             |                      |                      |                      |
| Terres labourables (ha)              | 1 170                | 1 004                | 771                  |
| Céréales (ha)                        | 742                  | 694                  | 527                  |
| dont blé tendre (ha)                 | 480                  | 390                  | 271                  |
| dont maïs-grain et maïs-semence (ha) | 50                   | s                    | s                    |
| Tournesol (ha)                       | 247                  | s                    | 46                   |
| Colza et navette (ha)                | 96                   | 150                  | 155                  |
| Élevage                              |                      |                      |                      |
| Cheptel (UGBTA)                      | 408                  | 154                  | 17                   |

#### Produits labellisés
Le territoire de la commune est intégré aux aires de productions de divers produits bénéficiant d'une indication géographique protégée (IGP) : le vin Val-de-loire et les volailles de l’Orléanais,.

## Culture locale et patrimoine

### Lieux et monuments
- Église paroissiale Saint-Lubin.

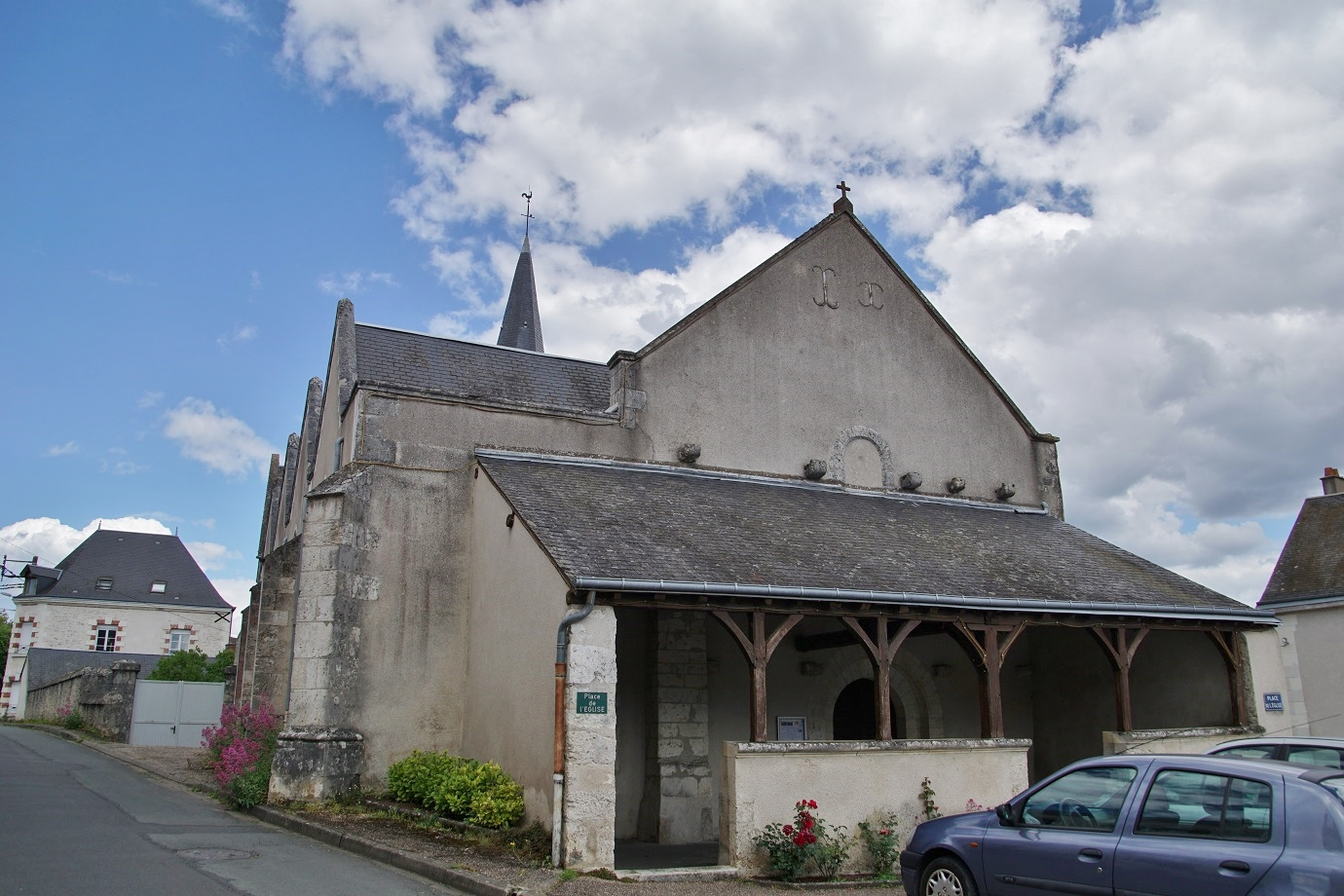
L'église de Saint-Lubin-en-Vergonnois.

- La terre de La Vrillière (cf. Châteaux de France : château de la Vrillière) fut une possession des Phélypeaux de La Vrillière, marquis de Châteauneuf et vicomtes/comtes de St-Florentin, et le siège de leur duché (1770).

### Héraldique
|  | Les armoiries de Saint-Lubin-en-Vergonnois se blasonnent ainsi : De sinople à la mitre d'argent accompagnée en chef de deux tours et en pointe d'une rivière, le tout d'or, à la roue de moulin de huit augettes de gueules brochant sur la rivière. Création J.P. Fernon (2002). |